# Enio Hugo Garrote
Enio Hugo Garrote (Rafaela, 1 de abril de 1928-Córdoba, 17 de julio de 2012) fue un vendedor de libros, traductor, escritor y ensayista esperantista argentino, miembro de la SAT (Asociación Anacional Mundial).

## Biografía
Nació en la ciudad de Rafaela, provincia de Santa Fe. Desde 1946 fue esperantista. Desde 1967 ―ya viviendo en la ciudad de Córdoba, Argentina― hasta 2002 fue activista en la Asociación Cordobesa de Esperanto como secretario y jefe de curso.

## Obras
Tradujo al esperanto varias obras:
- 1959: Tempesto super Akonkagvo [Tempestad sobre el Aconcagua], de Tibor Sekelj, publicado en 1959 en Belgrado, por la Serbia Esperanto-Ligo.[3]
- 1976: La triviala homo [El hombre mediocre] 1913, de José Ingenieros. Córdoba, Argentina: La Juna Penso, 1976
- 1976: Antologio de argentinaj noveloj
- 1978: Argentina poemaro
- 1978: Argentina novelaro (volumen I).[4]
- 1980: Argentina novelaro (volumen II).
- 1982: Argentina novelaro (volumen III).

Esas tres últimas obras las escribió en colaboración con Eduardo Gutiérrez, Elena Izarriaga y otros, bajo el pseudónimo Bastono de Kordobo.
Fue autor de Kordobaj Akvafortoj —publicado por SAT-Broŝurservo— bajo el pseudónimo Magistro Eŭgo.